# Stèle au 11e régiment de chasseurs à cheval
La stèle au 11e régiment de chasseurs à cheval est un monument élevé sur le site du champ de bataille de Waterloo en Belgique à la mémoire du 11e régiment de chasseurs à cheval du colonel français Jean-Baptiste Nicolas.

## Localisation
La stèle se situe sur le territoire de Plancenoit, village de la commune belge de Lasne, dans la province du Brabant wallon.
Elle se dresse, entourée de haies de hêtres, au centre du petit rond-point qui clôt l'avenue de Wagram, à environ 1 km à l'est de l'église Sainte-Catherine de Plancenoit.

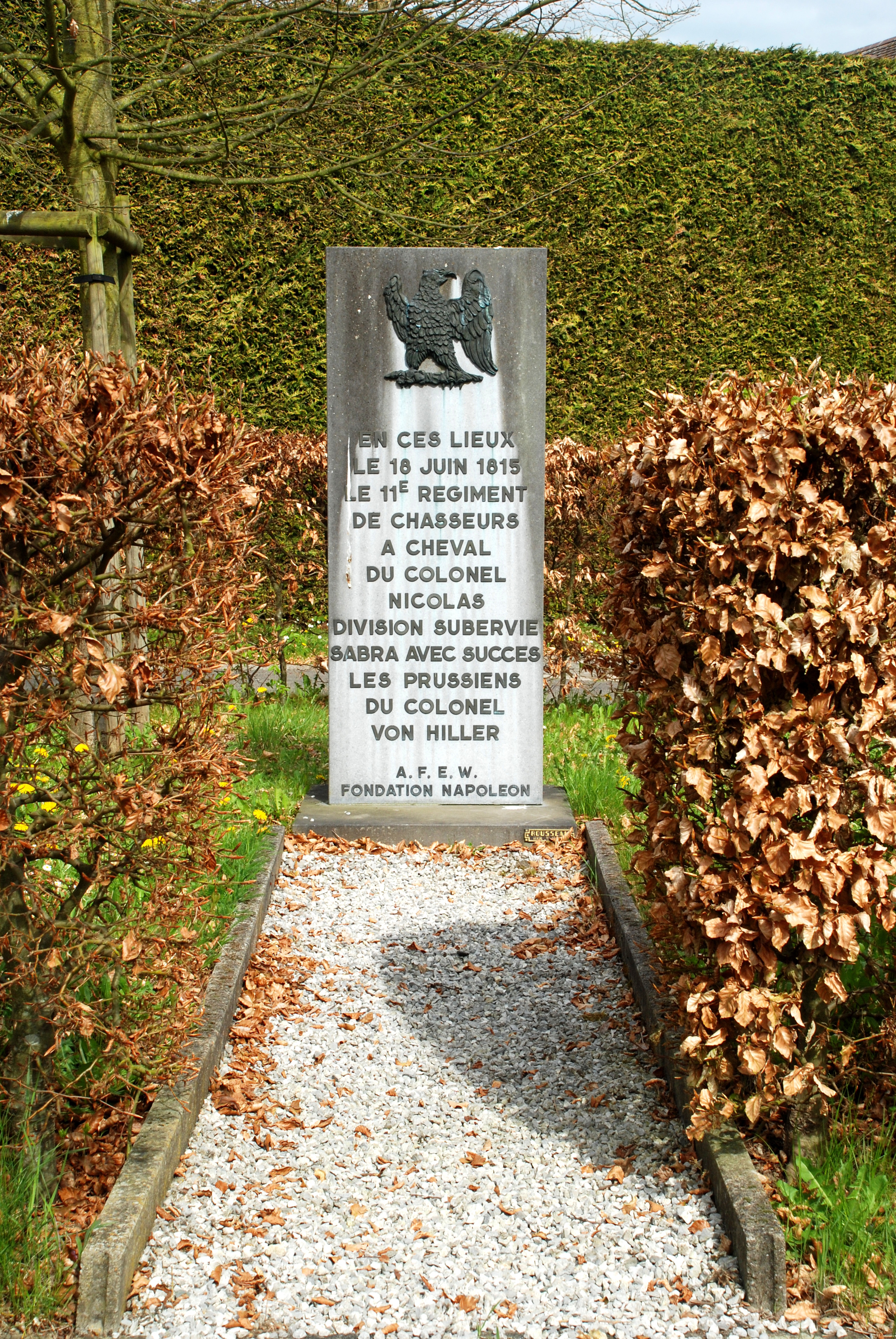

## Historique
La stèle marque l'endroit où le 11e régiment de chasseurs à cheval de la 5e division de cavalerie commandée par le général de division français Subervie attaqua, sous la conduite du colonel Jean-Baptiste Nicolas, les Prussiens du colonel Von Hiller le 18 juin 1815 lors des combats de Plancenoit.
Elle a été érigée par la Fondation Napoléon et l'Association Franco-Européenne de Waterloo (A.F.E.W.) et inaugurée le 6 novembre 1993.

## Description
Le monument est une simple stèle en pierre bleue portant un hommage au 11e régiment de chasseurs à cheval, surmonté de l'aigle napoléonienne :

« En ces Lieux

Le 18 juin 1815

Le 11e Régiment

De Chasseurs

À Cheval

Du Colonel

Nicolas

Division Subervie

Sabra avec Succès

Les Prussiens

Du Colonel

Von Hiller »